# Matthias Niedrig
Matthias Niedrig (* 18. Dezember 1958 in Hannover) ist ein deutscher Biologe. Er war Professor für Virologie am Robert Koch-Institut in Berlin.

## Leben
Matthias Niedrig wurde 1958 in Hannover geboren, wuchs dort auf und besuchte das Gymnasium Schiller-Schule.
Niedrig studierte von 1978 bis 1985 in Oldenburg, Göttingen und Berlin Biologie. Von 1985 bis 1988 promovierte er an der Freien Universität Berlin. In dieser Zeit heiratete er zum ersten Mal und wurde zum Vater von zwei Kindern. Von 1989 war er Labor-Leiter bei den Behringwerken in Marburg. Ab 1994 bekam er den Posten als Abteilungsleiter im Robert Koch-Institut Berlin und wechselte seinen Wohnsitz dorthin. Gleichzeitig wurde er Project Coordinator beim European Network for Diagnostics of "Imported" Viral Diseases. Im Jahre 1996 erfolgte die Habilitation in Berlin. Im Jahre 2005 wurde Niedrig an der Freien Universität Berlin zum Professor ernannt. Matthias Niedrig ist zum zweiten Mal verheiratet und hat insgesamt drei Kinder.

## Wissenschaftliche Arbeit
Matthias Niedrig beschäftigt sich mit der Entwicklung von diagnostischen Tests (ELISA, Capture ELISA, Immunblot, Immunfluoreszenztest) für Gelbfieber-Virus, Dengue-Virus, Tick-borne encephalitis und HIV sowie der Produktion und Charakterisierung von monoklonalen Antikörper Analysen und In-Prozess-Kontrollen für Impfstoffe. Er ist Entwickler verschiedener Patente, FSME-Impfstoffe sowie Autor diverser Publikationen.
Neben seinen wissenschaftlichen Publikationen bemüht er sich auch in populären Beiträgen um Aufklärung über Tropenkrankheiten, Zeckenbisse und sexuell übertragbare virologische Erkrankungen. Bei der universitären Lehre bildet die Förderung von Diplomanden und Doktoranden in seinen Fachbereichen einen Schwerpunkt seiner Arbeit.

## Publikationen (Auswahl)
- Monoklonale Antikörper gegen Strukturproteine von HIV : Herstellung u. Charakterisierung. Dissertation, 1988
- Steckbriefe seltener und importierter Infektionskrankheiten. Berlin, 2006. ISBN 978-3-89606-095-2